# Fondation et Chaos
Fondation et Chaos (titre original : Foundation and Chaos) est un roman de science-fiction de Greg Bear publié en 1998 puis traduit en français et paru en 1999. Il est le deuxième volume de la trilogie Second cycle de Fondation, qui a commencé avec Fondation en péril et se termine avec Le Triomphe de Fondation.
Paru après le décès d'Isaac Asimov, ce roman s'insère dans l'Histoire du futur de l'auteur. Plus précisément, les évènements présentés par Greg Bear dans ce roman se déroulent en l'an 12 067 de l'Ère Galactique, ce qui les place pendant la même période décrite dans « Les Psychohistoriens », la première partie du roman Fondation, écrit par Issac Asimov.

## Résumé
En l'an 12 067 de l'Ère Galactique, Lodovik Trema est envoyé sur la planète Sarossa par Linge Chen, Haut Commissaire de la Commission de Sécurité publique et ainsi deuxième personnage le plus important de l'Empire après l'empereur Klayus Ier. Il est chargé de récupérer les archives impériales et de rapatrier le plus grand nombre possible de familles sélectionnées par Klayus avant que l'explosion imminente d'une supernova ne détruise la planète. Mais avant que le vaisseau ne puisse se poser sur Sarossa, il est frappé par une marée interstellaire de neutrinos venant de l'étoile en train d'imploser : tous les êtres humains du vaisseau périssent sous une heure et la propulsion de vaisseau devient inutilisable. Lodovik Trema, robot doté d'un cerveau positronique, est le seul survivant mais son cerveau est modifié par le flux de neutrinos : il n'est plus obligé de suivre les trois lois de la robotique. Quand Linge Chen découvre que les communications avec ce vaisseau ont cessé de façon impromptue, il décide d'envoyer Mors Planch, un vieux capitaine de vaisseau et le meilleur spécialiste de l'hyperpropulsion, afin d'essayer de retrouver le vaisseau et surtout Lodovik Trema.
Mors Planch réussit à trouver le vaisseau : il y découvre les cadavres de l'équipage et de Lodovik Trema. Conformément à ses ordres, il ramène le corps de ce dernier sur la planète Madder Loss, qu'on lui a décrit comme le monde natal du décédé. Mais il découvre que ce dernier n'est pas mort, ce qui défie toute logique. Une fois sur Madder Loss, il confie Lodovik Trema à une personne avec qui il a un entretien très étrange : elle lui avoue être un robot et que Lodovik Trema en est un aussi, tout en lui affirmant qu'il oubliera bientôt toute cette discussion. Mais Mors Planch avait auparavant caché un enregistreur sur lui et, en écoutant la bande après l'entretien, il est désormais l'un des rare humain à connaître l'existence des robots ! Le robot qui a accueilli Lodovik Trema s'avère être R. Daneel Olivaw et une discussion s'engage entre les deux robots concernant la « mutation » qui a permis à l'un deux de ne plus être obligé de suivre les trois lois. Ce dernier se demande si la mutation qui dans le passé a donné des pouvoirs mentalistes à certains robots ne pourrait pas avoir été la cause de l'apparition de la Loi Zéro. R. Daneel Olivaw lui apprend que d'autres robots ont exprimés des doutes similaires, certains il y a plusieurs milliers d'années, et que cela a abouti à une forte opposition entre les Giskardiens – qui suivaient les idées de R. Giskard Reventlov – et les Calvinistes – ceux qui prônaient une stricte interprétation des Trois Lois et suivaient les idées de Susan Calvin.
En parallèle, sur Trantor, Gaal Dornick est arrêté dès son arrivée sur la planète, ainsi qu'Hari Seldon, accusé de sédition et de trahison. Des robots calvinistes, cachés depuis des années, œuvrent à essayer d'empêcher le plan Seldon de se dérouler car pour eux, ce serait l'aboutissement du projet sur lequel R. Daneel Olivaw a travaillé pendant des milliers d'années sans qu'aucun être humain n'ait été consulté à son propos. Lodovik Trema, de retour sur Trantor, se place du côté des calvinistes. Les simulations de Jeanne d'Arc et Voltaire parviennent à intégrer les cerveaux respectifs de Dannel et Lodovik, s'opposant à nouveau.
À l'issue du procès, la Première Fondation est exilée sur Terminus et Hari Seldon est condamné à rester sur Trantor, ne pouvant suivre ses collègues mathématiciens. La base secrète des robots calvinistes est découverte et détruite par les soldats de Farad Sinter, conseillé privé de l'empereur Klayus. Lodovik Trema, dernier survivant des robots calvinistes, se range finalement aux idées de R. Daneel Olivaw.